# Angelika Kirchschlager
Angelika Kirchschlager, née le 24 novembre 1965 à Salzbourg, est une chanteuse d'opéra et de lied autrichienne qui a une voix de mezzo.

## Carrière
Angelika Kirchschlager naît le 24 novembre 1965 à Salzbourg.
Elle commence sa formation musicale au Mozarteum de Salzbourg, où elle étudie le piano,. En 1984, elle entre à l'Académie de musique de Vienne, où elle étudie la percussion et le chant avec Gerhard Kahry et Walter Berry,,. Elle est d'abord engagée à la Wiener Kammeroper, où elle interprète La Flûte enchantée.
En 1990, Kirchschlager est finaliste du Concours international Hugo Wolf de Stuttgart, avant de remporter en 1991 le troisième prix au concours international de chant Hans-Gabor Belvedere (de). Elle débute sur scène à Graz dans le rôle d'Octavian du Chevalier à la rose en 1993. En 1993, elle devient membre du Wiener Staatsoper et y fait ses débuts en Chérubin (Les Noces de Figaro). La même année, elle se voit décerner la médaille Mozart (en) par la Mozartgemeinde Wien (Société Mozart de Vienne).
Elle se produit au Metropolitan Opera de New York (Les Noces de Figaro), à l'Opéra national de Paris (La Clémence de Titus en 1997, Les Contes d'Hoffmann, Le Chevalier à la rose, Così fan tutte), à l'Opéra de Munich, à Tokyo, et fait ses débuts à la Scala de Milan dans le rôle de Zerlina en 1999,.
En 2002, Angelika Kirchschlager chante le rôle de Sophie à la première mondiale de l'opéra Sophie's Choice (Le Choix de Sophie) de Nicholas Maw au Royal Opera House de Londres, ainsi qu'à la première américaine de la version révisée de cet opéra à l'Opéra national de Washington (en). Elle est couramment invitée au Schubertiade Schwarzenberg, festival annuel de lieder qui se tient dans le Vorarlberg, en Autriche. Elle collabore souvent avec Helmut Deutsch et Simon Keenlyside,.
Au Festival de Pâques de Salzbourg, elle est Mélisande en 2006. La même année, elle crée Heaven is Shy of Earth de Julian Anderson aux Proms,.
Au concert, elle donne régulièrement les cycles de lieder de Gustav Mahler. Au disque, elle a notamment enregistré des arias de Bach et de Haendel, des lieder de Gustav et Alma Mahler et de Korngold, Cherubino dans Le nozze di Figaro sous la direction de René Jacobs, un récital en duo, Women's Lives and Loves, avec Felicity Lott, et un disque de berceuses intitulé When Night Falls.
En 2007, elle reçoit le titre de Kammersängerin de l'Opéra de Vienne.
Kirchschlager habite à Vienne. Elle a eu un fils, Felix, après avoir épousé le baryton Hans Peter Kammerer, dont elle s'est séparée en 2009.
En 2024, elle annonce son retrait de la scène pour se consacrer exclusivement à l’enseignement du chant, du lied et du récitatif à l’Université de musique de Vienne et au Mozarteum de Salzbourg.

## Rôles
- Annius (La Clémence de Titus)
- Chérubin (Les Noces de Figaro)
- Le Compositeur (Ariane à Naxos)
- Dorabella (Così fan tutte)
- Idamante (Idoménée, roi de Crète)
- Lauretta (Gianni Schicchi)
- Mélisande (Pelléas et Mélisande)
- Niklausse et la Muse (Les Contes d'Hoffmann)
- Octavian (Le Chevalier à la rose)
- Orlofsky (La Chauve-Souris)
- Rosina (Le Barbier de Séville)
- Sextus (Jules César en Égypte)
- Silla (Palestrina)
- Sophie (Sophie's Choice de Nicholas Maw)
- Valencienne (La Veuve joyeuse)
- Zerline (Don Juan)
- Hänsel (Hänsel und Gretel)
- Carmen (Carmen)
- Ariodante (Ariodante)
- Clairon (Capriccio)